# 东北雷公藤
东北雷公藤（学名：Tripterygium regelii）是卫矛科雷公藤属的植物。分布在日本、朝鲜以及中国大陆的吉林、辽宁等地，生长于海拔1,100米至2,100米的地区，常生于山地及路旁林缘，目前尚未由人工引种栽培。